# Need (Zvezdna vrata SG-1)
Need je naslov epizode znanstveno-fantastične serije Zvezdna vrata, v kateri med raziskovanjem planeta P3R 636 ekipa SG-1 naleti na četo bojevnikov Jaffa in na slavnostne duhovnike, ki skozi zvezdna vrata nesejo dragocen zaklad Goa'uldov. Danielov pogled se ustavi na lepi princesi Shyli, melanholični hčerki vladarja planeta. Ko dekle poskuša storiti samomor, ji Daniel reši življenje, njega in prijatelje pa ujamejo in prisilijo v delo v rudniku. Ko Daniel skuša pobegniti, se poškoduje, zato ga da princesa odnesti v palačo in tam ga položi v goa'uldski sarkofag.
V sarkofagu Daniel hitro okreva, vendar začuti potrebo, da se zopet vrne v sarkofag. K temu ga nagovarja tudi Shyla, ki ga v resnici želi obdržati ob sebi, zato to tudi stori. Shyla ga nato vedno znova prepriča, da se vrne v sarkofag.
Preostanek ekipe spozna vladarja planeta in ugotovi, da ni Goa'uld, temveč je premagal Goa'uldskega voditelja in zdaj namesto njega vlada planetu, sarkofag pa že 700 let uporablja za podaljševanje svojega življenja.
S časom  Danielopazi, da se mu je izboljšal celo vid in da ne rabi več očal, žal pa začne postajati odvisen od sarkofaga in tudi vse bolj agresiven, kar Carterjeva pripiše uporabi sarkofaga, ki je tudi razlog za agresivnost Goa'uldov. Daniel nato pristane, da se bo poročil s Shylo, vendar se želi pred tem še enkrat vrniti na Zemljo, kjer zaradi odsotnosti sarkofaga doživi hudo abstinenčno krizo in si želi vrnitve nazaj na planet.
Kljub vsem težavam se uspe odvisnosti nekako osvoboditi, in po vrnitvi na planet Shyla ugotovi, da je Daniel ne ljubi in se vda v usodo. Po smrti očeta, ki mu sarkofag ni mogel več pomagati, postane nova voditeljica planeta.